# محمود ميرزا العجيمي
محمود ميرزا مهدي أحمد العجيمي (مواليد 8 مايو 1987) لاعب كرة قدم بحريني .

## بطولة بيبسي
تفجرت مواهب العجيمي في بطولة تحدي بيبسي ماكس العالمي الذي عرض على القناة الرابعة عام 2006. في نوفمبر 2005 تعاونت شركة بيبسي و القناة الرابعة للعثور على أفضل لاعبين هاويين في البحرين حيث استطاع العجيمي ومحمد عجاج في الفوز في المسابقة. ذهب العجيمي وعجاج للتنافس ضد أفضل اللاعبين الهواة من عشر بلدان أخرى. كانت قيمة الجائزة 100 ألف دولار أمريكي وتم دعوة نجوم كرة القدم العالمية في ذلك الوقت مثل ديفيد بيكهام ورونالدينيو وتييري هنري وأليساندرو نيستا. حصل العجيمي وعجاج على أعلى النقاط في التصفيات ولكنهما خسرا في النهائيات.

## المسيرة الرياضية
تم تقديم العجيمي لوسائل الاعلام في 12 يوليو 2011 جنبا إلى جنب مع التعاقدات الجديدة من قبل رفيق هليلي رئيس نادي تيرانا حيث تم الكشف عن اختيار العجيمي القميص رقم 10 لارتدائه.
في فبراير 2012 قرر العجيمي فسخ التعاقد مع تيرانا بسبب عدم دفع مستحقاته المالية وقرر العودة إلى البحرين للانضمام إلى نادي المنامة حتى نهاية موسم 2011-12.
في 10 يوليو 2012 انضم إلى نادي الحد.
في 18 أغسطس 2014 وقع العجيمي لصالح نادي الصفا الذي ينافس في دوري الدرجة الأولى السعودي.
في 18 سبتمبر 2015 انتقل العجيمي في صفقة انتقال حر إلى نادي المنامة البحريني لمدة موسم واحد.

## الإنجازات

### تيرانا
- كأس السوبر (1): 2011

## روابط خارجية
- محمود ميرزا العجيمي على موقع ناشيونال فوتبول تيمز (الإنجليزية)
- محمود ميرزا العجيمي على موقع Soccerway.com (الإنجليزية)